# Circonscription de Deneba
La circonscription de Deneba est une des 135 circonscriptions législatives de l'État fédéré Amhara, elle se situe dans la Zone Nord Shoa. Son représentant actuel est Alebachew Negusse Shewarega.